# Bajo sospecha (serie de televisión)
Bajo sospecha es una serie de televisión, policiaca y dramática española, producida por Atresmedia en colaboración con Bambú Producciones para su emisión en Antena 3. Su estreno fue el 17 de febrero de 2015 y finalizó el 17 de marzo de 2016 y tuvo dos temporadas. Estuvo protagonizada por Yon González, Blanca Romero y Lluís Homar. Se grabó una primera temporada que constaba de 8 capítulos, aunque inicialmente eran 10, pero los reeditaron eliminando un 20% de escenas para reducir el número.
El 24 de marzo de 2015 se confirmó vía Twitter que habría una segunda temporada con el mismo equipo policial, pero se desconocía si la familia Vega seguiría. El 26 de mayo de 2015 Antena 3 dio luz verde a la segunda temporada y una semana después se confirmó que Lluís Homar aparecería en la misma, a pesar de que se le esperaba en una futura serie de Telecinco. En septiembre de 2015 se anunció que la actriz Blanca Romero no estaría en la segunda temporada, y se incorporarían al reparto actrices como Concha Velasco, Luisa Martín u Olivia Molina. En abril de 2016, el director de contenidos de Atresmedia y el productor de la serie anunciaron que la misma no tendría una tercera temporada debido a diferentes causas, entre ellas la baja audiencia obtenida en la segunda tanda de episodios.

## Temporadas

### 1ª temporada
Narra la investigación de dos policías nacionales, designados como infiltrados, en el caso de la desaparición de una chica de 10 años: el policía Víctor Reyes (Yon González) y la inspectora Laura Cortés (Blanca Romero), con la participación de su superior, el Comisario Casas (Lluís Homar).
El día de su primera comunión, Alicia Vega (Aroa Palacios), una chica de 10 años, desaparece sin dejar rastro. Tras dos semanas de intensa búsqueda, la policía solo tiene una cosa en claro: el culpable es uno de los invitados a la ceremonia y miembro de la familia de la chica. Los agentes Víctor y Laura se hacen pasar por un matrimonio recién llegado al pueblo de Cienfuegos, y se infiltran en el entorno de la familia Vega y del resto de sospechosos. Mientras ellos dos permanecen en la sombra, el comisario Casas es la parte oficial de la investigación y la única persona que conoce la verdadera identidad de sus agentes infiltrados.

### 2ª temporada
A las afueras de Madrid se encuentra el Hospital Policlínico Montalbán. Allí tienen lugar una extraña desaparición y el asesinato de varias mujeres, entre ellas, la jefa de enfermeras. Un puesto que con la trágica muerte queda vacante y que será ocupado por Lidia Abad (Luisa Martín), que por fin se hace con un cargo para el que se consideraba más que capacitada; al menos, mucho más que la recientemente asesinada. Esto la convierte en una de las primeras sospechosas. Lidia es una mujer de fuerte carácter y estricta cumplidora de horarios y normas.
No es infranqueable, tiene un punto débil: su hijo Rafael. Madre soltera crio sola a su hijo y ha pasado por muchas dificultades para salir adelante. Nadie le ha regalado nada y, de la misma forma, tampoco va a dejar que nadie le arrebate lo que tenga, por poco que sea.
Con esta estricta mujer tendrá que lidiar Víctor (Yon González), que se volverá a infiltrar en el entorno de los asesinatos, y volverá hacer de su indisciplina una de sus mejores armas de trabajo, pues esto le llevará a mantener una tensa relación con Lidia.
Víctor llegará al Policlínico Montalbán sin demasiadas pruebas para resolver los crímenes que allí están ocurriendo. Tan solo una grabación de una cámara de seguridad en la que queda registrado el secuestro de una de las mujeres. Lo que sí saben Víctor, Casas (Lluís Homar) y Vidal (Vicente Romero) es que el culpable es uno de los trabajadores del hospital por lo que la mejor forma de dar con él es infiltrarse.
Infiltrado, Víctor se encuentra con que una de las primeras desapariciones es la de una joven residente francesa. Este hecho provocará el envío de una comisaria y un agente de la policía francesa (Mar Sodupe y Hugo Becker) que se infiltrarán junto a Víctor en una complicada relación de colaboración entre ambos cuerpos policiales: los roces serán frecuentes por los diferentes procedimientos y forma de ver las cosas en la investigación.

## Reparto

### 1ª temporada

#### Reparto principal
- Yon González - Víctor Reyes / Víctor Casas / Víctor Lago Sánchez
- Blanca Romero - Laura Cortés / Laura González Sampietro
- Alicia Borrachero - Carmen Castro
- Pedro Alonso - Roberto Vega Sánchez
- José Ángel Egido - Germán Vega
- Gloria Muñoz - Pilar Sánchez
- Vicente Romero - Rafael Vidal
- Armando del Río - Andrés Vega Sánchez
- Melani Olivares - Inés Vega Sánchez
- Pau Roca - Eduardo Castro
- María Cotiello - Begoña Valverde
- Natalia de Molina - Leticia "Leti" Rodríguez
- Georgina Amorós - Emilia "Emi" Vega Castro
- David Solans - Óscar Vidal
- Roger Padilla - Pablo Vega Castro
- Aroa Palacios - Alicia Vega Castro (Episodio 1 - Episodio 4)
- Berta Castañé - Nuria Vega Valverde (Episodio 1 - Episodio 6)
- Lluís Homar como Comisario Santiago Casas

con la participación de
- Jordi Aguilar - Juan Bosco (Episodio 1 - Episodio 3; Episodio 8)
- Manuel Regueiro - Ricardo Esparza (Episodio 1 - Episodio 3)

con la colaboración especial de
- Benito Sagredo - Carlos (Episodio 1)

#### Reparto recurrente
- Victoria Bueno - Olga (Episodio 1)
- María Camacho - Julia (Episodio 1)
- Miguel Campos - Doctor Castillo (Episodio 1)
- Héctor Campos - Alberto (Episodio 1)
- Mariana Cordero - Catalina Fernández (Episodio 1 - Episodio 2)
- Celia Freijeiro - Silvia López (Episodio 1 - Episodio 2)
- Álvaro García - Lorenzo Guerrero Fuertes (Episodio 1)
- David Rubio - Alumno policía (Episodio 1)
- David Tortosa - Padre alumno Alberto (Episodio 1)
- Ricardo Moya - Médico forense (Episodio 2 - Episodio 3; Episodio 6)
- Víctor Palmero - Chico porros (Episodio 3)
- Marisol Rolandi - Madre de Silvia López (Episodio 3)
- Roberto Álamo - Federico "Fede" Sanz Conde (Episodio 4 - Episodio 5; Episodio 8)
- Jorge Lora - Policía control (Episodio 5 - Episodio 6)
- Vicente Navarro - Policía 1 (Episodio 5 - Episodio 6)
- Agustín Sasian - Policía 2 (Episodio 5 - Episodio 6)
- Víctor Benjumea - Torrelas (Episodio 6)
- Josu Ormaetxe - Abogado (Episodio 6 - Episodio 7)
- Miguel Uribe - Policía 3 (Episodio 6 - Episodio 7)
- Miriam Monlleó - Reportera (Episodio 7)

### 2ª temporada

#### Reparto principal
- Yon González - Víctor Reyes / Víctor Casas / Víctor Cepeda Barrán
- Vicente Romero - Rafael Vidal
- Luisa Martín - Lidia Abad
- Gonzalo de Castro - Miguel Manrique Rodríguez (Episodio 1/9 - Episodio 6/14)
- Olivia Molina - Belén Yagüe Sotelo (Episodio 1/9 - Episodio 8/16; Episodio 10)
- Unax Ugalde - Daniel Legarra Rustarazo
- Hugo Becker - Alain Juillard
- Mar Sodupe - Sophie Leduc
- María Botto - Sara Guzmán Mavit
- Marcial Álvarez - Ginés Castillo
- Israel Elejalde - Gorka Montero
- Pepa López - Lola Rodríguez (Episodio 1/9 - Episodio 4/12)
- Marta Belenguer - Carmen Díaz
- Eva Ugarte - Natalia Sanz
- José Manuel Poga - Marcos Lara
- Leticia Dolera - Catherine Le Monnier (Episodio 6/14 - Episodio 10/18)
- Concha Velasco como Doña Adela Varcárcel
- Lluís Homar como Comisario Santiago Casas

#### Reparto recurrente
- Íngrid Rubio - Isabel Freire (Episodio 1)
- José Luis García Pérez - Enrique Méndez (Episodio 1 - Episodio 4)
- Álex Martínez - Rafi Martínez Abad (Episodio 1; Episodio 6 - Episodio 8)
- Nieve de Medina - Madre de Víctor (Episodio 8/16 - Episodio 10/18)
- Lola Baldrich - Elena Manrique (Episodio 6/14)
- Sabrina Praga - Mercedes (Episodio 1/9 - Episodio 2/10; Episodio 6/14 - Episodio 10/18)
- Yolanda Ulloa - Adriana Le Monnier (Episodio 1/9; Episodio 4/12; Episodio 7/15 - Episodio 8/16; Episodio 10/18)

#### Reparto episódico
- Alfonso Mendiguchía - Fede (Episodio 3/11; 8/16)
- Sara Pardo - Farmacéutica (Episodio 8/16)
- Silvia González - Periodista 3 (Episodio 8/16)
- Manuel Regalado - Periodista 4 (Episodio 8/16)
- Miguel Mota - Accionista (Episodio 6/14)
- Chisco Amado - Alejandro Mendizábal (Episodio 4/12 - Episodio 5/13)
- Dereck - Francisco "Quico" Méndez Freire (Episodio 1/9 - Episodio 4/12)
- Raquel Sierra - Camarera (Episodio 4/12)
- Paca López - Mujer Limpieza (Episodio 4/12)
- Ester Díez - Periodista 2 (Episodio 1/9; Episodio 4/12)
- Alfonso Lozano - Periodista 1 (Episodio 1/9; Episodio 4/12)
- Txema Blasco - Don Pedro (Episodio 3/11 - Episodio 4/12)
- J. C. Gurrutxaga - Cura (Episodio 3/11)
- Inés Sájara - Mujer de Ginés (Episodio 2/10)
- Fran Calvo - Portero Ambulancia (Episodio 2/10)
- Raúl Alberto Mediero Rodríguez - Policía Nacional (Episodio 9)
- Tània Sàrrias - Ella (Episodio 9/17)
- José Luis Patiño - Tipo (Episodio 9/17)
- Héctor González - Policía (Episodio 10/18)

## Personajes fallecidos
Temporada 1
| Actor/Actriz    | Personaje           | Causa de Muerte                    | Episodio del fallecimiento |
| --------------- | ------------------- | ---------------------------------- | -------------------------- |
| Celia Freijeiro | Silvia López        | Suicidio (se tiró por un barranco) | 1x02                       |
| Jordi Aguilar   | Juan Bosco          | Suicidio (Ahorcado)                | 1x03                       |
| Aroa Palacios   | Alicia Vega Castro  | Accidente (Atropello)              | 1x03                       |
| Berta Castañé   | Nuria Vega Valverde | Asesinato (Golpe en la cabeza)     | 1x06                       |

Temporada 2
| Actor/Actriz           | Personaje          | Causa de Muerte                    | Episodio del fallecimiento |
| ---------------------- | ------------------ | ---------------------------------- | -------------------------- |
| Íngrid Rubio           | Isabel Freire      | Asesinada (Asfixiada)              | 2x01                       |
| José Luis García Pérez | Enrique Méndez     | Asesinado (Golpeado)               | 2x03                       |
| Álex Martínez          | Rafi Martínez Abad | Accidente (Desangrado)             | 2x08                       |
| Olivia Molina          | Belén Yagüe Sotelo | Asesinada (Le clavaron un bisturí) | 2x08                       |
| Israel Elejalde        | Gorka Montero      | Suicidio (Se disparó)              | 2x10                       |

## Episodios y audiencias
| Temporada | Temporada | Episodios | Emisión original      | Emisión original    | Audiencia media | Audiencia media | Audiencia media |
| Temporada | Temporada | Episodios | Primera emisión       | Última emisión      | Espectadores    | Cuota           |                 |
| --------- | --------- | --------- | --------------------- | ------------------- | --------------- | --------------- | --------------- |
|           | 1         | 8         | 17 de febrero de 2015 | 13 de abril de 2015 | 3 750 000       | 19,7%           |                 |
|           | 2         | 10        | 12 de enero de 2016   | 17 de marzo de 2016 | 2 805 000       | 15,8%           |                 |
| Total     | Total     | 18        | 2015                  | 2016                | 3 225 000       | 17,5%           |                 |

### Primera temporada (2015)
| N.º en serie | N.º en temp. | Título                 | Dirigido por                         | Fecha de emisión original | Audiencia         |
| ------------ | ------------ | ---------------------- | ------------------------------------ | ------------------------- | ----------------- |
| 1            | 1            | «La comunión»          | Silvia Quer                          | 17 de febrero de 2015     | 4 216 000 (21,6%) |
| 2            | 2            | «El vestido»           | Silvia Quer                          | 24 de febrero de 2015     | 3 909 000 (19,6%) |
| 3            | 3            | «La cabaña»            | Silvia Quer & Jorge Sánchez-Cabezudo | 3 de marzo de 2015        | 3 947 000 (21,4%) |
| 4            | 4            | «El video de comunión» | Jorge Sánchez-Cabezudo               | 10 de marzo de 2015       | 3 526 000 (18,7%) |
| 5            | 5            | «Nuria»                | Silvia Quer & Jorge Sánchez-Cabezudo | 17 de marzo de 2015       | 3 333 000 (17,2%) |
| 6            | 6            | «Mamá»                 | Silvia Quer & Jorge Sánchez-Cabezudo | 23 de marzo de 2015       | 3 891 000 (19,9%) |
| 7            | 7            | «La linterna»          | Silvia Quer & Jorge Sánchez-Cabezudo | 6 de abril de 2015        | 3 430 000 (18,5%) |
| 8            | 8            | «La verdad»            | Silvia Quer & Ramón Campos           | 13 de abril de 2015       | 3 748 000 (20,4%) |

### Segunda temporada (2016)
| N.º en serie | N.º en temp. | Título         | Dirigido por      | Fecha de emisión original | Audiencia         |
| ------------ | ------------ | -------------- | ----------------- | ------------------------- | ----------------- |
| 9            | 1            | «La llave»     | Jorge Torregrossa | 12 de enero de 2016       | 3 222 000 (17,5%) |
| 10           | 2            | «El oso»       | Jorge Torregrossa | 19 de enero de 2016       | 3 162 000 (18,0%) |
| 11           | 3            | «Sara»         | Miguel Conde      | 26 de enero de 2016       | 3 020 000 (17,2%) |
| 12           | 4            | «El teléfono»  | Miguel Conde      | 2 de febrero de 2016      | 2 893 000 (16,9%) |
| 13           | 5            | «El horno»     | Jorge Torregrossa | 9 de febrero de 2016      | 3 088 000 (17,3%) |
| 14           | 6            | «La cartera»   | Jorge Torregrossa | 16 de febrero de 2016     | 2 820 000 (16,0%) |
| 15           | 7            | «Rafi»         | Miguel Conde      | 25 de febrero de 2016     | 2 489 000 (13,6%) |
| 16           | 8            | «Catherine»    | Miguel Conde      | 3 de marzo de 2016        | 2 310 000 (12,8%) |
| 17           | 9            | «El jardín»    | Jorge Torregrossa | 10 de marzo de 2016       | 2 483 000 (14,1%) |
| 18           | 10           | «La confesión» | Jorge Torregrossa | 17 de marzo de 2016       | 2 566 000 (14,9%) |

### Evolución de audiencias
| Temporada | Temporada | Episodio número | Episodio número | Episodio número | Episodio número | Episodio número | Episodio número | Episodio número | Episodio número | Episodio número | Episodio número |
| Temporada | Temporada | 1               | 2               | 3               | 4               | 5               | 6               | 7               | 8               | 9               | 10              |
| --------- | --------- | --------------- | --------------- | --------------- | --------------- | --------------- | --------------- | --------------- | --------------- | --------------- | --------------- |
|           | 1         | 4.216           | 3.909           | 3.947           | 3.526           | 3.333           | 3.891           | 3.430           | 3.748           | —               | —               |
|           | 2         | 3.222           | 3.162           | 3.020           | 2.893           | 3.088           | 2.820           | 2.4891          | 2.310           | 2.483           | 2.566           |

## Premios y nominaciones

### Premios ATR (Agrupación de Telespectadores y Radioyentes)
| Año  | Categoría            | Premiado             | Resultado |
| ---- | -------------------- | -------------------- | --------- |
| 2015 | Mejor serie española | Mejor serie española | Ganadora  |

### Premios Madrid Imagen (MIM Series)
| Año  | Categoría                               | Premiado                             | Resultado |
| ---- | --------------------------------------- | ------------------------------------ | --------- |
| 2015 | Mejor serie dramática                   | Mejor serie dramática                | Nominada  |
| 2015 | Mejor dirección                         | Silvia Quer y Jorge Sánchez-Cabezudo | Nominados |
| 2015 | Mejor interpretación masculina de drama | Yon González                         | Ganador   |
| 2015 | Mejor guion                             | Gema R. Neira y Ramón Campos         | Nominados |

### Premios Fotogramas de Plata
| Año  | Categoría                 | Premiado     | Resultado |
| ---- | ------------------------- | ------------ | --------- |
| 2015 | Mejor actor de televisión | Yon González | Ganador   |

### Neox Fan Awards
| Año  | Categoría                 | Premiado     | Resultado |
| ---- | ------------------------- | ------------ | --------- |
| 2015 | Mejor actor de televisión | Yon González | Nominado  |

## Adaptaciones
- Sin rastro de ti (México 2016) una nueva versión producida por Televisa, protagonizada por Adriana Louvier y Danilo Carrera.